# Chi non è contro di noi è per noi
Chi non è contro di noi è per noi è un insegnamento di Gesù riportato dal vangelo secondo Marco e dal vangelo secondo Luca.

## Racconto evangelico
Il vangelo di Marco racconta che l'apostolo Giovanni disse a Gesù: «Maestro, noi abbiamo visto uno che scacciava i demoni nel tuo nome e glielo abbiamo vietato perché non ci seguiva». Ma Gesù disse: «Non glielo vietate, perché non c'è nessuno che faccia qualche opera potente nel mio nome, e subito dopo possa parlar male di me. Chi non è contro di noi, è per noi.
Molto simile è il racconto del vangelo di Luca, in cui Giovanni disse: «Maestro, noi abbiamo visto un tale che scacciava i demoni nel tuo nome, e glielo abbiamo vietato perché non ti segue con noi». Ma Gesù gli disse: «Non glielo vietate, perché chi non è contro di voi è per voi».